# Ruoti
Ruoti ist eine süditalienische Gemeinde (comune) mit 3236 Einwohnern (Stand 31. Dezember 2023) in der Provinz Potenza in der Basilikata. Die Gemeinde liegt etwa 13 Kilometer nordwestlich von Potenza am Avigliano. Ruoti ist Teil der Comunità Montana Marmo Platano.

## Geschichte
In der Antike führte der Weg vom Metapont ins Seletal durch die heutige Gemeinde. Im Mittelalter war Ruoti eine Befestigung der Langobarden.